# John Joseph Kain
John Joseph Kain (ur. 31 maja 1841 w Martinsburgu, Wirginia Zachodnia, zm. 13 października 1903 w St. Louis, Missouri) – amerykański duchowny rzymskokatolicki, arcybiskup metropolita St. Louis w latach 1895-1903.

## Życiorys
Do kapłaństwa przygotowywał się w Marylandzie. Święcenia otrzymał 2 lipca 1866 roku. Służył wśród społeczności katolickiej w rodzinnej diecezji Wheeling obejmującej cały stan Zachodnia Wirginia. Był znany jako budowniczy kościołów, które zniszczono w czasie wojny secesyjnej.
12 lutego 1875 roku papież Pius IX mianował go ordynariuszem Wheeling. Sakry udzielił mu prymas James Roosevelt Bayley. 16 czerwca 1893 roku przeniesiony do St. Louis jako koadiutor sędziwego abpa Petera Kenricka. Otrzymał wówczas stolicę tytularną Oxyrynchus. Sukcesję przejął 8 czerwca 1895 roku. Pół roku przed śmiercią otrzymał do pomocy koadiutora, 40-to letniego bpa Johna J. Glennona, który został jego następcą. Był pierwszym arcybiskupem St. Louis urodzonym na terenie USA.